# Boquerón
Pour les articles homonymes, voir Boqueron (homonymie).
Le département de Boquerón (en espagnol : Departamento de Boquerón) est un des 17 départements du Paraguay. Son code ISO 3166-2 est PA-19.

## Description
Le département de Boquerón est le plus étendu du Paraguay, avec une superficie de 91 669 km2. Sa population  n'était cependant que de 45 617 habitants lors du recensement de 2002. Ce département abrite la plupart des colonies mennonites allemandes (Fernheim, Menno et Neuland). Les autres villes sont General Eugenio A. Garay, Doctor Pedro P. Peña et Mariscal Estigarribia.
En 1992, l'ancien département de Nueva Asunción fusionna avec ce département, lui rendant alors sa forme d'avant la séparation en 1945. La même année, la capitale fut transférée de Doctor Pedro P. Peña à l'actuelle.

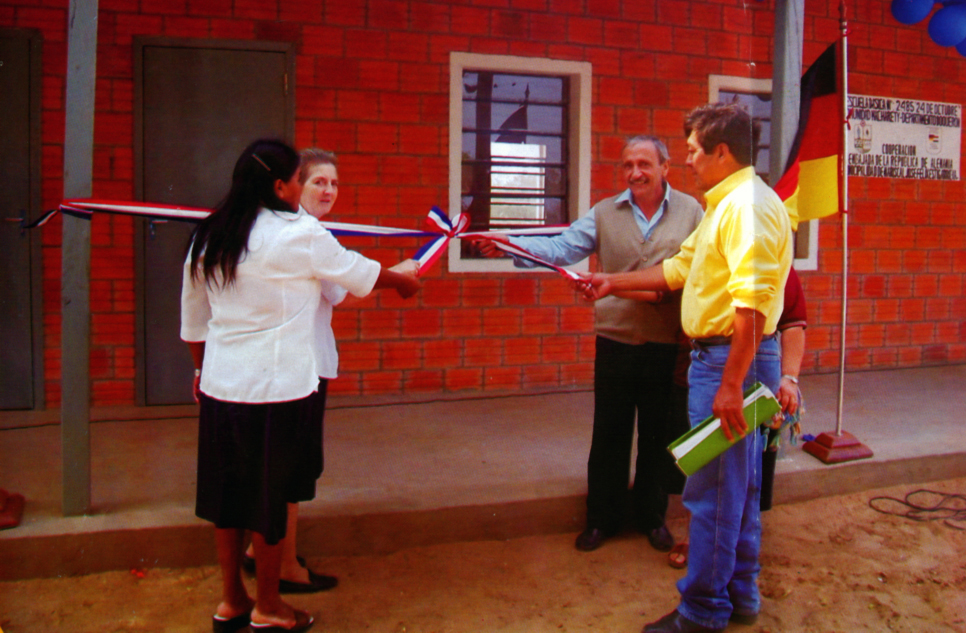
Inauguration de l'école

## Districts
Ce département est divisé en 3 districts :
1. Filadelfia
2. Loma Plata
3. Mariscal José Félix Estigarribia